# Kamienica przy ulicy Mariackiej 2 w Katowicach
Kamienica przy ulicy Mariackiej 2 w Katowicach – narożna kamienica mieszkalno-handlowa, położona przy ulicy Mariackiej 2 (róg z ulicą A. Mielęckiego) w Katowicach-Śródmieściu. Powstała ona w 1901 roku według projektu J. Königsbergera w stylu modernistycznym z elementami historyzmu. Wpisana jest ona do gminnej ewidencji zabytków miasta Katowice.

## Historia
Kamienica została wzniesiona w 1901 roku w miejscu dwóch wcześniejszych budynków, a zaprojektował ją architekt J. Königsberger. Właścicielami kamienicy byli kolejno: J. Königsberger, M. Stiller, Becker i E. Pakulla. Przed 1939 rokiem w kamienicy działała probiernia Stefana Bodenhafa, sklep z owocami i cukierkami Floriana Czyża, a około 1926 roku także Bank Dewizowy, przekształcony później na Międzynarodowy Bank Handlowy.
W 1945 roku założono tutaj sklep z delikatesami Złoty Róg, który funkcjonuje do dziś. Łącznie, pod koniec grudnia 2021 roku w systemie REGON pod tym adresem zarejestrowanych było 5 aktywnych podmiotów gospodarczych, a prócz sklepu z delikatesami działały tutaj wówczas m.in. sklep zoologiczny oraz lokal gastronomiczny.

## Charakterystyka

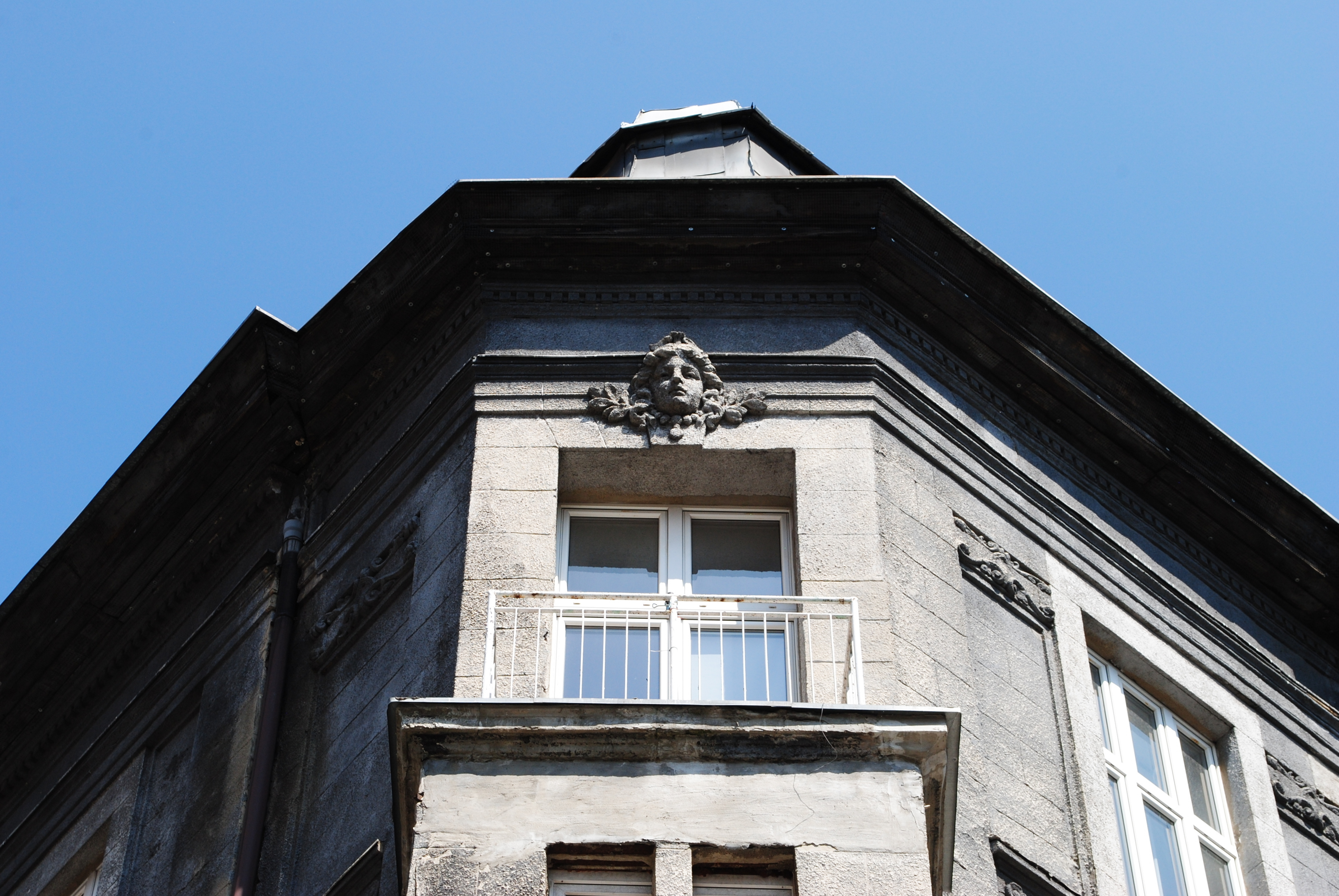
Fragment szczytu naroża kamienicy

Kamienica położona jest przy ulicy Mariackiej 2 w Katowicach, róg z ulicą A. Mielęckiego, w katowickiej dzielnicy Śródmieście. Wybudowana jest ona w stylu modernistycznym z dekoracjami elewacji posiadającymi cechy historyzujące.
Powstała ona na planie w kształcie litery „U”. Powierzchnia zabudowy budynku wynosi 461 m², zaś powierzchnia użytkowa 1397,67 m². Kamienica posiada cztery kondygnacje nadziemne, poddasze i podpiwniczenie. Bryła budynku została rozbita narożnym wykuszem, wieńczony wieżyczką z hełmem. Kamienica kryta jest dwuspadowym dachem.
Elewacja kamienicy jest tynkowana, od strony ulicy A. Mielęckiego trójosiowa, zaś od strony ulicy Mariackiej sześcioosiowa, niesymetryczna, zaś na czwartej osi elewacji od strony ulicy Mariackiej znajduje się ozdobny portal bramy wjazdowej zwieńczony festonami. Parter oraz pierwsze piętro posiada boniowania, zaś powyżej osie elewacji są wydzielane za pomocą pilastrów ciągnących się do gzymsu. Od strony zarówno ulicy A. Mielęckiego, jak i ulicy Mariackiej na jednych z osi znajduje się dwukondygnacyjny, trójboczny wykusz zwieńczony balkonem z ozdobnymi, kutymi balustradami. 
Kamienica posiada prostokątne okna w stylizowanych obramowaniach zdobionych sztukatorskimi klińcami. W bramie przejazdowej kamienicy zachowała się stiukowa dekoracja ścian i sufitu w postaci fasety, zaś we wnętrzu kamienicy mieszczą się trzy klatki schodowe. W głównej mieszczą się schody zabiegowe, zaś w oknach na klace zachowały się resztki witraży.
Kamienica wpisana jest do gminnej ewidencji zabytków miasta Katowice.